# 2016 WF9
2016 WF9 (également écrit 2016 WF9) est un astéroïde géocroiseur potentiellement dangereux de la famille Apollon détecté par NEOWISE.
Il est passé à une distance de 50 979 228 km de la Terre le 25 février 2017.